# 2013年世界バドミントン選手権大会
2013年世界バドミントン選手権大会は、2013年8月5日から8月11日まで中国・広州の天河体育中心にて開催された世界バドミントン選手権大会である。

## 日程
2013年7月22日に中国・広州で組み合わせ抽選が行われた。全5種目とも初日の8月5日に競技開始され、最終日の8月11日に決勝戦が行われた。
すべて現地時間 (UTC+8)。
| 日付    | 時刻  | ラウンド      |
| ------- | ----- | ------------- |
| 8月5日  | 10:00 | Round of 64   |
| 8月6日  | 13:00 | Round of 64   |
| 8月6日  | 13:00 | Round of 32   |
| 8月7日  | 10:00 | Round of 32   |
| 8月8日  | 13:00 | Round of 16   |
| 8月9日  | 12:00 | Quarterfinals |
| 8月9日  | 18:00 | Quarterfinals |
| 8月10日 | 12:00 | Semifinals    |
| 8月10日 | 18:00 | Semifinals    |
| 8月11日 | 13:00 | Finals        |

## メダル獲得者
| 種目                | 金                                                                   | 銀                                                               | 銅                                                                     |
| ------------------- | -------------------------------------------------------------------- | ---------------------------------------------------------------- | ---------------------------------------------------------------------- |
| 男子シングルス 詳細 | 林丹 · 中華人民共和国 (CHN)                                          | リー・チョンウェイ · マレーシア (MAS)                            | 杜鵬宇 · 中華人民共和国 (CHN)                                          |
| 男子シングルス 詳細 | 林丹 · 中華人民共和国 (CHN)                                          | リー・チョンウェイ · マレーシア (MAS)                            | グエン・ティエンミン · ベトナム (VIE)                                  |
| 女子シングルス 詳細 | ラチャノック・インタノン · タイ (THA)                                | 李雪芮 · 中華人民共和国 (CHN)                                    | 裵延姝 · 韓国 (KOR)                                                    |
| 女子シングルス 詳細 | ラチャノック・インタノン · タイ (THA)                                | 李雪芮 · 中華人民共和国 (CHN)                                    | P.V.シンドゥ · インド (IND)                                            |
| 男子ダブルス 詳細   | ヘンドラ・セティアワン · and ムハマド・アフサン · インドネシア (INA) | マシアス・ボー · and カーステン・モーゲンセン · デンマーク (DEN) | 蔡贇 · and 傅海峰 · 中華人民共和国 (CHN)                               |
| 男子ダブルス 詳細   | ヘンドラ・セティアワン · and ムハマド・アフサン · インドネシア (INA) | マシアス・ボー · and カーステン・モーゲンセン · デンマーク (DEN) | 金基正 · and 金沙朗 · 韓国 (KOR)                                       |
| 女子ダブルス 詳細   | 王暁理 · and 于洋 · 中華人民共和国 (CHN)                             | 厳恵媛 · and 張藝娜 · 韓国 (KOR)                                 | クリスティナ・ペデルセン · and カミラ・リターユール · デンマーク (DEN) |
| 女子ダブルス 詳細   | 王暁理 · and 于洋 · 中華人民共和国 (CHN)                             | 厳恵媛 · and 張藝娜 · 韓国 (KOR)                                 | 田卿 · and 趙芸蕾 · 中華人民共和国 (CHN)                               |
| 混合ダブルス 詳細   | タトウィ・アーマド · and リリヤナ・ナトシール · インドネシア (INA)   | 徐晨 · and 馬晋 · 中華人民共和国 (CHN)                           | 申白喆 · and 厳恵媛 · 韓国 (KOR)                                       |
| 混合ダブルス 詳細   | タトウィ・アーマド · and リリヤナ・ナトシール · インドネシア (INA)   | 徐晨 · and 馬晋 · 中華人民共和国 (CHN)                           | 張楠 · and 趙芸蕾 · 中華人民共和国 (CHN)                               |

## 国別メダル数
| 順 | 国・地域     | 金 | 銀 | 銅 | 計 |
| -- | ------------ | -- | -- | -- | -- |
| 1  | 中国         | 2  | 2  | 4  | 8  |
| 2  | インドネシア | 2  | 0  | 0  | 2  |
| 3  | タイ         | 1  | 0  | 0  | 1  |
| 4  | 韓国         | 0  | 1  | 3  | 4  |
| 5  | デンマーク   | 0  | 1  | 1  | 2  |
| 6  | マレーシア   | 0  | 1  | 0  | 1  |
| 7  | インド       | 0  | 0  | 1  | 1  |
| 7  | ベトナム     | 0  | 0  | 1  | 1  |
| 計 | 計           | 5  | 5  | 10 | 20 |

## 決勝戦
| 種目           | 優勝                                        | 準優勝                                    | 得点                 |
| -------------- | ------------------------------------------- | ----------------------------------------- | -------------------- |
| 男子シングルス | 林丹                                        | リー・チョンウェイ                        | 16–21, 21–13, 20–17r |
| 女子シングルス | ラチャノック・インタノン                    | 李雪芮                                    | 22–20, 18–21, 21–14  |
| 男子ダブルス   | ヘンドラ・セティアワン / ムハマド・アフサン | マシアス・ボー / カーステン・モーゲンセン | 21–13, 23–21         |
| 女子ダブルス   | 王暁理 / 于洋                               | 厳恵媛 / 張藝娜                           | 21–14, 18–21, 21–8   |
| 混合ダブルス   | タトウィ・アーマド / リリヤナ・ナトシール   | 徐晨 / 馬晋                               | 21–13, 16–21, 22–20  |

## 参加国
49ヶ国から345選手が出場。 () 内の数字は国別出場者数。
| - オーストラリア (2) - オーストリア (2) - ベラルーシ (1) - ベルギー (5) - ブルガリア (4) - カナダ (3) - 中国 (26) - チャイニーズタイペイ (17) - クロアチア (2) - キューバ (1) - チェコ (5) - デンマーク (17) - エジプト (2) - イングランド (12) - エストニア (1) - フィンランド (2) - フランス (5) | - ドイツ (14) - 香港 (13) - インド (14) - インドネシア (28) - アイルランド (3) - イスラエル (1) - 日本 (19) - 韓国 (18) - リトアニア (1) - マレーシア (25) - モーリシャス (1) - メキシコ (3) - オランダ (6) - ニュージーランド (8) - ノルウェー (2) - フィリピン (4) | - ポーランド (6) - ロシア (14) - スコットランド (6) - シンガポール (6) - スロバキア (1) - スロベニア (2) - スペイン (3) - スリランカ (1) - スウェーデン (3) - スイス (3) - タイ (14) - アメリカ合衆国 (8) - ウガンダ (1) - ウクライナ (7) - ベトナム (1) - ウェールズ (2) |